# Глодівець червоний
Глодівець червоний (Pyracantha coccinea) — вид квіткових рослин родини трояндових (Rosaceae).

## Біоморфологічна характеристика
Кущ до 4 метрів заввишки, з розлогими гілками, з червоними колючками до 2 см завдовжки. Листки шкірясті, вічнозелені, обернено-ланцетні чи обернено-яйцюваті, 2–6 см завдовжки, дрібно-тупозубчасті чи цілісні, зверху блискучі, ніжка запушена. Квітки в зонтикоподібних волотях, білі чи рожево-жовті, 5–10 мм у діаметрі; чашолистки запушені, трикутні. Плоди яскраво-червоного чи коралового забарвлення, від кулястої до яйцюватої форми, діаметром 5–8 мм. Тичинок 20. Насіння ≈ 2 × 1 мм. 2n=34.

## Поширення
Зростає у Європі від Франції до України.
В Україні росте на кам'янистих схилах, серед чагарників — у гірському Криму, звичайний.

## Використання
Його збирають із дикої природи для місцевого використання як їжу та джерело матеріалів.